# Eridacnis
Eridacnis es un género de elasmobranquios Carcharhiniformes de la familia Proscylliidae .

## Especies
Incluye un total de 3 especies descritas:
- Eridacnis barbouri (Bigelow & Schroeder, 1944) (tollo coludo cubano)[3]
- Eridacnis radcliffei Smith, 1913 (tollo coludo pigmeo)[4]
- Eridacnis sinuans (Smith, 1957) (tollo coludo africano)[5]